# 小比約恩峰
61°33′18″N 8°07′42″E / 61.55500°N 8.12833°E
小比約恩峰是挪威的山峰，位於該國東南部內陸郡，處於洛姆，距離首都奧斯陸230公里，屬於尤通黑門山脈的一部分，海拔高度1,916米。